# Point de McBurney
 (décembre 2021).
Si vous disposez d'ouvrages ou d'articles de référence ou si vous connaissez des sites web de qualité traitant du thème abordé ici, merci de compléter l'article en donnant les références utiles à sa vérifiabilité et en les liant à la section « Notes et références ».
Pour les articles homonymes, voir McBurney.

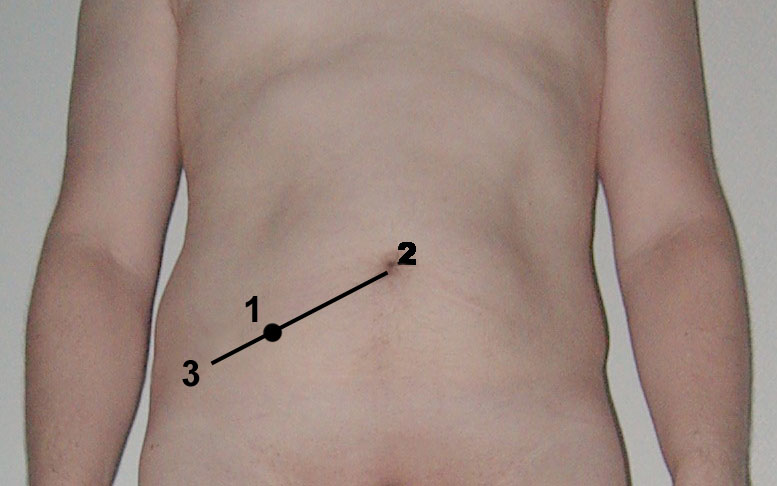
Localisation du Point de McBurney au point 1.

Le point de McBurney (M) est un point situé à mi distance sur la ligne reliant l'épine iliaque antéro-supérieure droite à l'ombilic. L'incision de McBurney, elle, se fait au tiers externe d'une ligne oblique en bas et en dehors, tendue entre l’épine iliaque antéro-supérieure droite et l’ombilic. 
Il a plusieurs implications cliniques:
- une douleur provoquée (à la palpation) au point de McBurney est un signe en faveur d'une appendicite (sans être pathognomonique, c'est-à-dire suffisant pour affirmer la pathologie) ;
- il ne faut pas faire de ponction du liquide d'ascite à cet endroit, au risque de perforer le cæcum (partie initiale du côlon) qui est très superficiel.

Le point de McBurney tire son nom du chirurgien Charles McBurney (en).
Dans la série The Knick, le point McBurney est appelé le point Thackery, du nom du chirurgien fictif de la série qui aurait trouvé ce point.